# Nate Corddry
Nathan Corddry, detto Nate (Weymouth, 8 settembre 1977), è un attore statunitense.

## Biografia
Fratello minore dell'attore Rob Corddry, è conosciuto per i ruoli televisivi di Adam Branch in Harry's Law e di Gabriel in Mom.

## Filmografia parziale

### Cinema
- Arthur e il popolo dei Minimei (Arthur and the Invisibles), regia di Luc Besson (2006)
- Suburban Girl, regia di Marc Klein (2007)
- Il diario di una tata (The Nanny Diaries), regia di Shari Springer Berman e Robert Pulcini (2007)
- Morning Departure, regia di Roy Ward Baker (2010)
- La dura verità (The Ugly Truth), regia di Robert Luketic (2009)
- Il primo dei bugiardi (The Invention of Lying), regia di Ricky Gervais e Matthew Robinson (2009)
- 6 Souls (Shelter), regia di Måns Mårlind e Björn Stein (2010)
- L'orso Yoghi (Yogi Bear), regia di Eric Brevig (2010)
- Imogene - Le disavventure di una newyorkese (Girl Most Likely), regia di Shari Springer Berman e Robert Pulcini (2012)
- In Lieu of Flowers
- Corpi da reato (The Heat), regia di Paul Feig (2013)
- St. Vincent, regia di Theodore Melfi (2014)
- Ghostbusters, regia di Paul Feig (2016)
- The Circle, regia di James Ponsoldt (2017)

### Televisione
- Law & Order: Criminal Intent – serie TV, un episodio (2003)
- Sentieri (Guiding Light) – soap opera, un episodio (2003)
- Studio 60 on the Sunset Strip – serie TV, 22 episodi (2006-2007)
- Childrens Hospital – serie TV, 5 episodi (2008-2012)
- United States of Tara – serie TV, 10 episodi (2009)
- 30 Rock – serie TV, un episodio (2009)
- The Pacific – serie TV, un episodio (2010)
- The Wonderful Maladys, regia di Alan Taylor – film TV (2010)
- Harry's Law – serie TV, 34 episodi (2011-2012)
- Tron: Uprising – serie TV, 13 episodi (2012-2013)
- New Girl – serie TV, un episodio (2013)
- Mom – serie TV, 33 episodi (2013-2015)
- Difficult People – serie TV, un episodio (2015)
- Comedy Bang! Bang! – serie TV, un episodio (2016)
- Fosse/Verdon – miniserie TV, 3 puntate (2019)
- Mindhunter – serie TV, 4 episodi (2019)
- For All Mankind – serie TV, 18 episodi (2019-2022)
- Perry Mason – serie TV, 6 episodi (2020)
- Paper Girls – serie TV, 6 episodi (2022)
- Gaslit, regia di Matt Ross – miniserie TV, puntata 2 (2022)
- Barry – serie TV, episodio 4x07 (2023)
- Evil – serie TV, episodio 4x12 (2024)
- Sugar – serie TV, 8 episodi (2024)
- Chicago Fire – serie TV, episodio 13x11 (2025)
- Chicago Med – serie TV, episodio 10x11 (2025)
- Chicago P.D. – serie TV, episodio 12x11 (2025)

## Doppiatori italiani
Nelle versioni in italiano delle opere in cui ha recitato, Nate Corddry è stato doppiato da:
- Stefano Crescentini in L'orso Yoghi, Corpi da reato, La fantastica signora Maisel, Mindhunter
- Leonardo Graziano in For All Mankind, Outpost
- Emiliano Coltorti in Fosse/Verdon
- Gabriele Lopez in Perry Mason
- Davide Perino in Barry
- Fabio Gervasi in Sugar